# Samsung Galaxy A01
Das Samsung Galaxy A01 ist ein Low-End-Smartphone der Samsung-Galaxy-Reihe, das von Samsung Electronics hergestellt wird. Das Samsung Galaxy A01 wurde am 18. Dezember 2019 ohne Event angekündigt und ist seit Januar 2020 in den Farben blau, schwarz und rot im Handel erhältlich. Sein Nachfolger ist das Samsung Galaxy A01 Core bzw. das Samsung Galaxy A02. Der globale Samsung-Modellcode lautet SM-A015F/DS, wobei das DS für die "Dual-Sim"-Funktion steht.

## Technische Daten

### Software
Das Samsung Galaxy A01 wird seit dem Update von Werk aus mit Googles Betriebssystem Android 11 ausgeliefert. Benutzer, die noch die ältere Version Android 10.0 auf ihrem Handy installiert haben, können das OTA-Update auf Android 11 in den Softwareeinstellungen manuell ausführen. Mit Android 11 hat Samsung auch ein Update für die eigene Benutzeroberfläche OneUI veröffentlicht. Die aktuelle Version für dieses Gerät ist OneUI 3.0.

### Hardware
Das Gerät ist Dual-SIM-fähig und unterstützt auch die neuere eSIM-Technologie. Es besitzt neben dem Micro-USB-Ladeanschluss auch einen heutzutage eher seltenen 3,5-mm-Klinkenanschluss. Es besteht aus einer Glasfront mit einer Plastikrückseite und einem Rahmen aus Plastik. Das Gerät ist weder für eine IP-Zertifizierung angekündigt noch ist es mit Maßnahmen ausgestattet, die das Eindringen von Wasser verhindern würden; das Gerät ist also nicht vor Wasser geschützt. Es unterstützt ebenfalls Dolby Atmos und FM-Radio.

#### Display
Das Display ist ein HD+-fähiges Display mit einer Auflösung von 720 × 1560 Pixel. Es ist 5,7 Zoll groß und bedeckt fast die komplette Vorderseite des Geräts. An der Oberseite lässt sich eine Frontkamera erkennen, die über eine sog. Waterdrop-Notch, also einer Aussparung in einem Design eines Tropfens, eingebunden wurde. Diese Art von Aussparung im Display nennt Samsung Infinity-V-Display.

#### Speicher
Der integrierte Speicher beträgt 16 GB LPDDR3 und ist über den microSD-Karteneinschub mit max. 512 GB erweiterbar. Das Handy verfügt über 2 GB Arbeitsspeicher.

#### Prozessor
Samsung setzt hier auf einen Qualcomm Snapdragon 439, der 8 Kerne besitzt, wovon jeweils 4 mit entweder 1,95 GHz oder 1,45 GHz betrieben werden.

#### Kamera
Das Galaxy A01 besitzt zwei Kameras, eine Haupt-, und eine Frontkamera. Die Hauptkamera ist mit 13,0 Megapixel (MP) ausgestattet und kann Video in 1080p bei 30 Bildern pro Sekunde (siehe FPS) aufnehmen. Die Frontkamera hingegen besitzt vergleichsweise nur 5,0 MP, wobei eine Qualität von 720p gesichert ist. Zudem unterstützt die Hauptkamera Aufnahmen und dessen Verarbeitung in HDR.

## Kontroversen
Vor dem Release wurde durch diverse Leaks und Quellen angenommen, dass das Smartphone mit 8 GB Arbeitsspeicher erscheinen werde. Selbst auf der offiziellen Presse-Website von Samsung listete man am 17. Dezember 2019 das Galaxy A01 mit 6 / 8 GB Arbeitsspeicher. Dieser Eintrag wurde bereits zwei Tage später, am 19. Dezember 2019 auf die sich nachher als korrekt herausstellenden 2 GB verringert.